# Courcy-aux-Loges

Courcy-aux-Loges este o comună în departamentul Loiret din centrul Franței. În 1 ianuarie 2022 avea o populație de 453 de locuitori.